# Arthonia speciosa
Arthonia speciosa är en lavart som först beskrevs av Johannes Müller Argoviensis, och fick sitt nu gällande namn av Grube. Arthonia speciosa ingår i släktet Arthonia och familjen Arthoniaceae.   Inga underarter finns listade i Catalogue of Life.